# LGBT práva na Kapverdách
Lesby, gayové, bisexuálové a translidé (LGBT) se na Kapverdách mohou setkávat s právními komplikacemi neznámými pro většinovou populaci. Mužská i ženská stejnopohlavní sexuální aktivita je zde legální, ale páry stejného pohlaví a domácnosti jimi tvořené nemají přístup ke stejné právní protekci jako různopohlavní páry.

## Zákony týkající se stejnopohlavní sexuální aktivity
Podle článku 71 kapverdského trestního zákoníku z r. 1886 byly veškeré trestné činy proti přírodě ilegální. Poté v r. 2004 Kapverdy svůj trestní zákoník novelizovaly a staly se druhou africkou zemí, která dekriminalizovala homosexualitu. Od r. 2015 je legální věk způsobilosti k pohlavnímu styku pro obě orientace stanoven na 14 let.

## Ochrana před diskriminací
Homofobní diskriminace na pracovišti je zakázaná podle článků 45 (2) a 406 (3) zákoníku práce od r. 2008.

## Životní podmínky
Spolu s ostatními bývalými portugalskými koloniemi si i Kapverdy drží status jedné z nejvstřícnějších afrických zemí ve vztahu ke gayům a lesbám.
Zpráva Ministerstva zahraničí Spojených států amerických z r. 2010 o lidských právech shledala, že legislativa je z hlediska ochrany práv sexuálních menšin na dobré úrovni, ale že sociální homofobní a transfobní diskriminace i nadále zůstává problémem. V zemi navíc aktivně nefungují žádné lesbické, gay, bisexuální nebo transgendero organizace.

## Organizace spojených národů
V r. 2008 se Kapverdy staly jednou z 66 zemí, které podepsaly dokument Generálního shromáždění, podle nějž lidská práva nesmí být limitovaná na základě sexuální orientace nebo genderové identity.

## Souhrnný přehled
| Legální stejnopohlavní styk                                                                   | (2004) |
| Stejný věk legální způsobilosti k pohlavnímu styku pro obě orientace                          | (2004) |
| Anti-diskriminační zákony v zaměstnání                                                        | (2008) |
| Anti-diskriminační zákony v přístupu ke zboží a službám                                       | No     |
| Anti-diskriminační zákony v ostatních oblastech (vč. nepřímé diskriminace, projevů nenávisti) | No     |
| Stejnopohlavní manželství                                                                     | No     |
| Jiná forma stejnopohlavního soužití                                                           | No     |
| Adopce dítěte partnera                                                                        | No     |
| Společná adopce dětí stejnopohlavními páry                                                    | No     |
| Gayové a lesby smějí otevřeně sloužit v armádě                                                |        |
| Možnost změny pohlaví                                                                         |        |
| Přístup k umělému oplodnění pro lesbické ženy                                                 |        |
| Náhradní mateřství pro gay páry                                                               |        |
| MSM smějí darovat krev                                                                        | No     |